# Schloss Teufenbach

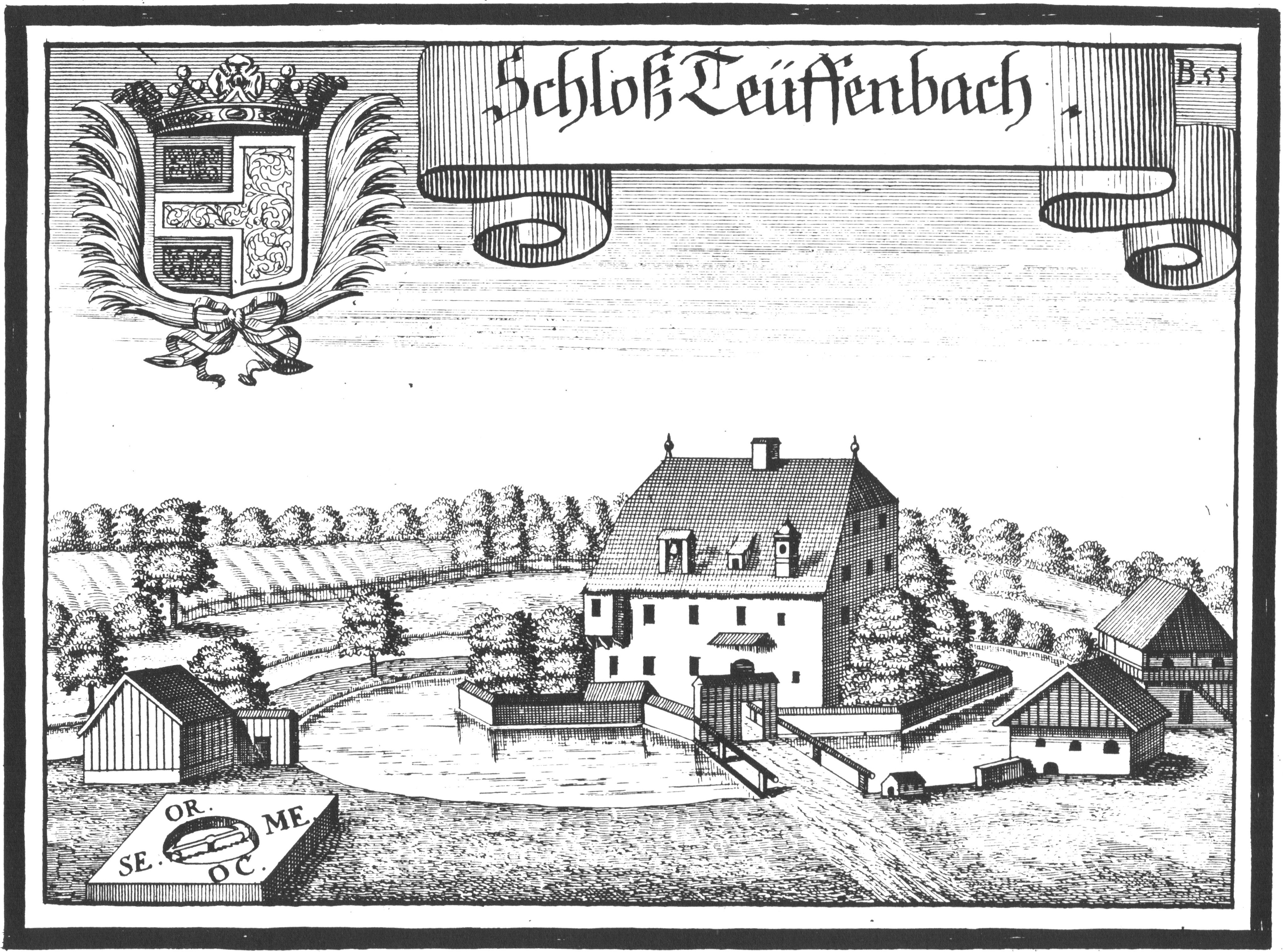
Kupferstich des Schlosses Teufenbach von Michael Wening (1721)

Schloss Teufenbach war ein Herrschaftssitz im heutigen Unterteufenbach in der Gemeinde St. Florian am Inn im oberösterreichischen Bezirk Schärding.

## Lage
Das Schloss entstand aus einem ehemaligen Wasserschloss. Es befand sich im Zentrum des Dorfes Unterteufenbach und war von einem kreisförmigen Wassergraben umgeben. Heute befinden sich die Überreste hinter der Kirche von Unterteufenbach.

## Geschichte
Schloss Teufenbach war Stammsitz eines gleichnamigen Adelsgeschlechts derer von Teuffenbach, das oft auch als Tiefenbach oder Teuffenbäck erwähnt wurde. Dieses Geschlecht trat hier ab dem 12. Jahrhundert auf (Otto de Tufenpach wird 1170 erwähnt) und war bis zu seinem Aussterben im Jahr 1397 (Tod des Heinrich Teufenpeckh) auf Schloss Teuffenbach ansässig. Bedeutendster Vertreter dieser Familie war zweifellos Ortholf von Teufenbach, der in den Jahren 1326–1329 und 1335–1346 Propst von Stift Reichersberg war.
Anschließend kam Teufenbach in den Besitz der Herren von Rasp, denen auch das nahegelegene Schloss Laufenbach gehörte. Mit Wolfgang von Rasp zu Teufenbach starb schließlich um 1547 dieses Geschlecht im Mannesstamm aus. Über die Reicker – denen auch das Schloss Langquart gehörte – gelangte das Schloss durch Heirat in den Besitz des Moritz von Hackledt, und um 1609 über dessen Tochter im Heiratsweg an die Pelkhoven. Letztere waren laut dem Wappen des obigen Kupferstichs noch zur Zeit Michael Wenings (1721) im Besitz des Schlosses. Ebenfalls im Heiratsweg ging Teufenbach im 18. Jahrhundert an die Freiherrn von Neuburg über. Sie waren ein bayerisches Geschlecht, das zum sozialen Kreis der aus dem  Bürgertum  hervorgegangenen  landesfürstlichen  Beamtenfamilien  zählte  und  sein Stammhaus in Pasing bei München hatte, im 16. Jahrhundert aber auch auf dem bereits erwähnten Schloss Langquart aufscheint. Von den Freiherrn von Neuburg übernahmen das Schloss Teufenbach zwischen 1790 und 1799 die Freiherrn von Meggenhofen.
Anfang des 19. Jahrhunderts scheint Freiherr Anton von Kern zu Zellerreit als Eigentümer von Teufenbach in der oberösterreichischen Landtafel auf. 1840 erwarb Franz Hartmann das Schloss und veräußerte es 1859 an einen Gastwirt. Es folgte ein rascher Besitzerwechsel. Anfang des 20. Jahrhunderts war das Schloss bereits unbewohnbar. Schloss Teufenbach wurde 1919 wegen Baufälligkeit weitgehend abgetragen. Der dazugehörige Wald und Grund ist heute im Besitz der Familie Hanslauer.
Die Grablege der Schlossbesitzer von Teufenbach befindet sich in der Pfarrkirche St. Florian am Inn, wo noch einige Grabdenkmäler an die Rasp, Pelkoven und Neuburg erinnern.
Das Gebäude des ehemaligen Reitstalls des Schlosses Teufenbach ist noch erhalten, und es wird heute als Gaststätte genützt.
In Urkunden erwähnte Besitzer (Auswahl):
- 1170 Otto de Tufenbach
- 1503 Wolfgang Raschp zu Teuffenbach
- 1557 Sebastian Raickher zu Langquart und Teuffenbach
- 1575 Moriz Häckhleder zu Teuffenpach
- 1611 Hans Wolf Pelkover zu Teuffenbach
- 1760 Johann Kilian Adam Freiherr von Neuburg zu Teufenbach
- 1799 Max Freyherr von Meggenhofen auf Teufenbach

## Schlosskapelle

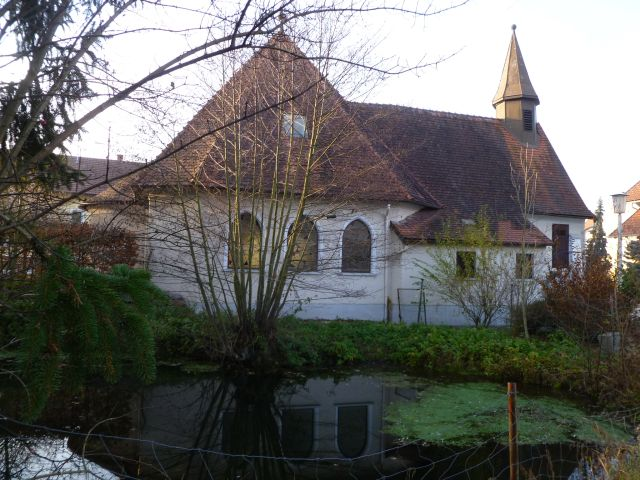
Filialkirche Teufenbach mit Wassergraben des einstigen Schlosses

Laut Lamprecht verfügte das Schloss Teufenbach über eine eigene Schlosskapelle: Die im Schlosse Teuffenbach vorhandene Haus-Kapelle (Oratorium) ist der hl. Maria dedicirt. Von den Geistlichen, die hier im Auftrag der Schlossbesitzer den Dienst versahen, sind 1737 Wassermann, Benefiziat in Teufenbach, 1745 Andrä Franz Scharizer, Votivist in Teufenbach, und 1746 Josef Pius Stockinger, Kaplan in Teufenbach, überliefert. Von Pius Stockinger ließen sich die Freiherren von Neuburg noch 1775 bis 1785 die heilige Messe lesen. Von dieser Kapelle sind heute keine Spuren mehr erhalten. Unmittelbar neben den Resten des Schlosses wurde aber 1952 bis 1957 auf Initiative des aus St. Florian am Inn stammenden Geistlichen Anton Flieher (1881–1972) die Filialkirche Teufenbach zu Ehren der Heiligen Familie errichtet, die an die Tradition der einstigen Schlosskapelle anknüpft.

## Baubeschreibung

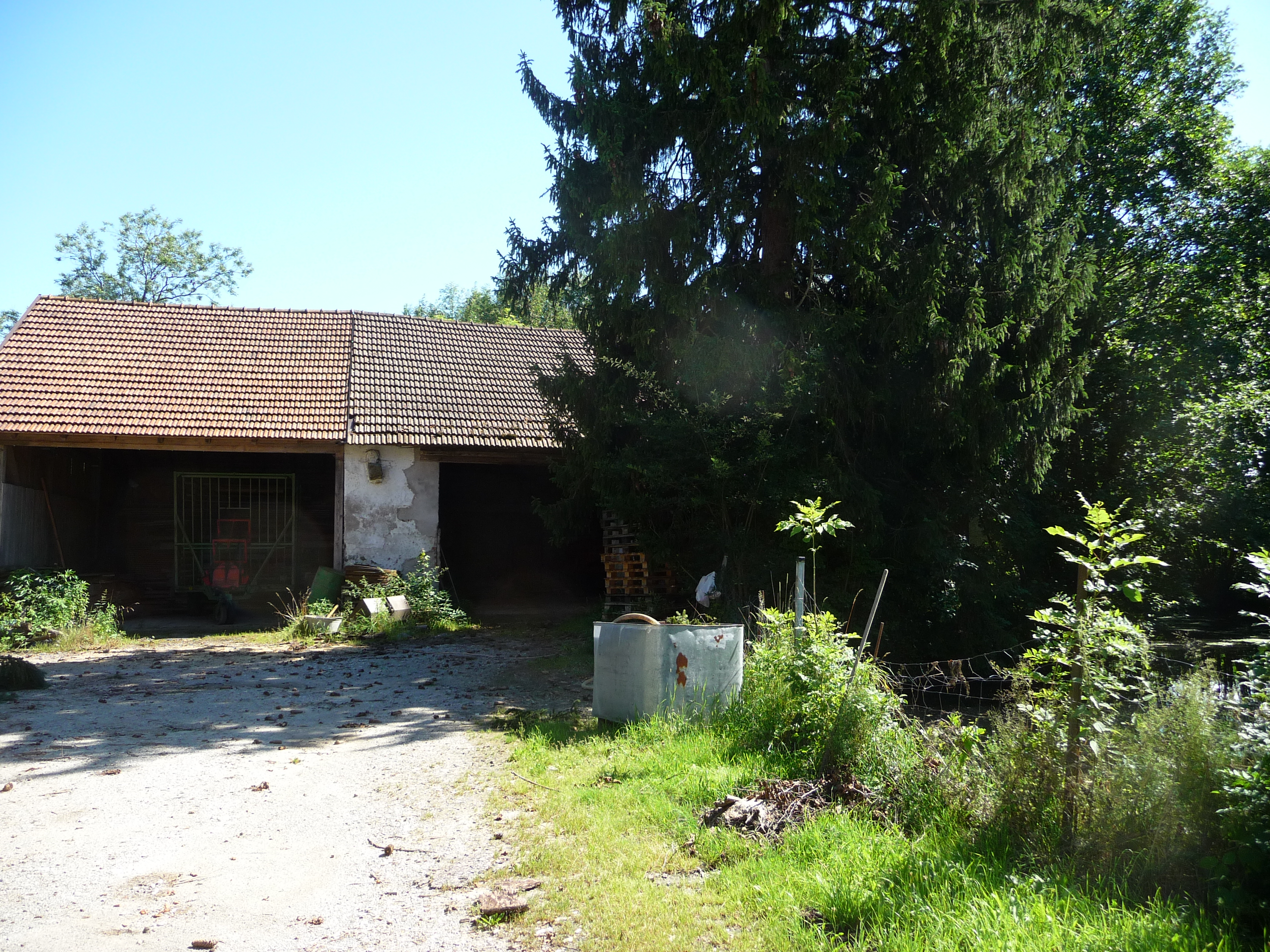
Wagenremise mit Teich

Die Lagestelle des Schlosses Teufenbach lässt sich gut im Gelände durch den noch weitgehend vorhandenen kreisförmigen Wassergraben, der vom Teufenbach gespeist wird, ausmachen. Lediglich das nördliche Viertel des Wassergrabens wurde aufgefüllt, der Rest ist noch gut erhalten. Aus dem Wening-Stich sowie aus der Urmappe ist ersichtlich, dass der Zugang zum Schloss von der Westseite (etwa dort, wo sich heute die Kirche befindet) aus erfolgte.
An der Stelle des Schlosses erhebt sich heute eine Wagenremise, in die die wenigen erhaltenen Mauerreste integriert wurden. Von Außen deutet nur noch ein einzelner Kragstein auf das Alter des Gemäuers hin.

## Sagen
Um das ehemalige Wasserschloss rankt sich die in der Gegend um Schärding noch häufig erzählte Legende vom Mohren von Teufenbach. Laut dieser Sage soll ein Schlossherr von Teufenbach nach Afrika gereist sein, wo ihm ein Einheimischer namens Kwamm das Leben rettete. Der Schlossherr brachte seinen Retter aus Dankbarkeit mit nach Teufenbach, wo er aber von der Bevölkerung angefeindet wurde. Nach der einen Version dieser Legende wurde Kwamm schließlich von den Bauern eingemauert, nach einer anderen Version ließ ihn der Schlossherr wieder zurück in seine afrikanische Heimat bringen. Zu seinem Andenken wurde ein hölzernes lebensgroßes Standbild von Kwamm angefertigt, das heute im Schärdinger Stadtmuseum besichtigt werden kann.